# Chiesa di Santa Maria Maggiore (Visco)
La chiesa di Santa Maria Maggiore è la parrocchiale di Visco, in provincia di Udine ed arcidiocesi di Gorizia; fa parte del decanato di Visco. Al parroco di Visco spetta il titolo di arciprete.

## Storia
Tracce di un antico luogo di sepoltura e di un luogo di culto pagano sono testimoniate dal ritrovamento archeologico di vasellame nonché di una fibula e un orecchino in bronzo. Resti longobardi identificabili nei resti di un cavallo con guerriero risalenti dal VII al X secolo.
Nel 1693 cominciarono i lavori di rifacimento della precedente chiesa di Visco, terminati nel 1739. 
Nel XVIII secolo venne realizzato anche il nuovo altare maggiore, opera di Paulino Zuliani. 
Altri lavori di ristrutturazione vennero condotti nel corso del XIX secolo e, all'inizio del Novecento, fu rifatta la scalinata d'accesso alla chiesa.